# فولکس‌واگن توران
فولکس‌واگن توران (Volkswagen Touran) خودرویی است که از سال ۲۰۰۳ تا کنون در آلمان، جاکارتا و اندونزی تولید شده‌است.
این خودرو در کلاس کامپکت ام‌پی‌وی قرار گرفته، طراحی آن موتور جلو، خودرو محور جلو بوده طول آن در حالت طبیعی ۴٬۴۰۵ میلیمتر (۱۷۳٫۴ اینچ)، عرض آن در حالت طبیعی ۱٬۷۹۵ میلیمتر (۷۰٫۷ اینچ) و ارتفاع آن در حالت طبیعی ۱٬۶۳۵ میلیمتر (۶۴٫۴ اینچ) است.